# Estados Unidos en la Copa Mundial de Fútbol de 1934
La Selección de Estados Unidos fue uno de los 16 países participantes de la segunda Copa Mundial de Fútbol que se realizó en Italia.
Disputó la primera fase ante los locales, Italia. Aquel encuentro donde terminaron cayendo por 7-1, y el único gol maracado para el seleccionado estadounidense fue de Aldo Donelli al minuto 57 y quedaron eliminados del torneo.

## Camino al mundial
| 24 de mayo de 1934 | Estados Unidos          | 4:2 (2:1) | México                 | Estadio Partido Nacional Fascista, Roma                     |                                                             |
|                    | Donelli 28' 32' 74' 87' | Reporte   | Alonso 23' · Mejía 75' | Asistencia: 10 000 espectadores Árbitro(s): Yossouf Mohamed | Asistencia: 10 000 espectadores Árbitro(s): Yossouf Mohamed |

## Jugadores
| #  | Nombre           | Posición       | Edad | PJ Sel | Club                          |
| -- | ---------------- | -------------- | ---- | ------ | ----------------------------- |
|    | Robert Annis     | Centrocampista | 23   | -      | Baltimore Canton              |
|    | Ed Czerkiewicz   | Defensa        | 21   | -      | Pawtucket Rangers             |
|    | Walter Dick      | Delantero      | 28   | -      | Pawtucket Rangers             |
|    | Aldo Donelli     | Delantero      | 26   | -      | Pittsburgh Curry Silver Tops  |
|    | Bill Fiedler     | Centrocampista | 24   | -      | Philadelphia German-Americans |
|    | Tom Florie       | Centrocampista | 36   | -      | Pawtucket Rangers             |
|    | Jimmy Gallagher  | Centrocampista | 32   | -      | Cleveland Slavia              |
|    | Billy Gonsalves  | Centrocampista | 25   | -      | St. Louis Stix, Baer & Fuller |
|    | Al Harker        | Defensa        | 24   | -      | Philadelphia German-Americans |
|    | Julius Hjulian   | Arquero        | 31   | -      | Chicago Wonderbolts           |
|    | William Lehman   | Centrocampista | 32   | -      | St. Louis Stix, Baer & Fuller |
|    | Tom Lynch        | Centrocampista | -    | -      | Brooklyn Celtic               |
|    | Joe Martinelli   | Defensa        | 18   | -      | Pawtucket Rangers             |
|    | Willie McLean    | Delantero      | 30   | -      | St. Louis Stix, Baer & Fuller |
|    | George Moorhouse | Defensa        | 33   | -      | New York Americans            |
|    | Werner Nilsen    | Delantero      | 30   | -      | St. Louis Stix, Baer & Fuller |
|    | Peter Pietras    | Centrocampista | 26   | -      | Philadelphia German-Americans |
|    | Herman Rapp      | Defensa        | 27   | -      | Philadelphia German-Americans |
|    | Francis Ryan     | Delantero      | 30   | -      | Philadelphia German-Americans |
| DT | David Gould      |                |      |        |                               |

## Partidos de la Selección en el Mundial de 1934

### Primera fase
| 27 de mayo de 1934, 16:30 | Italia                                                            | 7:1 (3:0) | Estados Unidos | Stadio Nazionale PNF, Roma                              |                                                         |
|                           | Schiavio 18', 29', 64' · Orsi 20', 69' · Ferrari 63' · Meazza 90' | Reporte   | Donelli 57'    | Asistencia: 25.000 espectadores Árbitro(s): René Mercet | Asistencia: 25.000 espectadores Árbitro(s): René Mercet |

## Goleadores
| Jugador      | Goles |
| ------------ | ----- |
| Aldo Donelli | 1     |